# Aeropuerto de El Hierro
El Aeropuerto de El Hierro (IATA: VDE, OACI: GCHI) fue inaugurado en diciembre de 1972. Está situado en el término municipal de Valverde, en la isla de El Hierro (Canarias). Se denomina Aeropuerto de los Cangrejos y, aun con el horario limitado de apertura desde las 06h00 hasta 19h00, en el año 2007 fue el aeropuerto que mayor crecimiento registró de las Islas Canarias, con un aumento del 7.8 %, lo que representa unos 13 318 pasajeros más que en 2006.
El tráfico aéreo es nacional, siendo el origen/destino, de todos los vuelos regulares, los aeropuertos de Tenerife Norte-Ciudad de La Laguna y Gran Canaria. En el año 2011, el aeropuerto registró un tráfico de 170 225 pasajeros, 4674 operaciones y 135 toneladas de mercancías.

## Historia
El 12 de diciembre de 1955 se produce el primer acontecimiento aeronáutico registrado en la Isla de El Hierro. Se trata también de la primera operación de salvamento que realiza en SAR en Canarias, acudiendo a la isla para evacuar a una persona enferma. Ante la necesidad de que la isla tuviera un aeropuerto operativo, en 1962 se inician los estudios para localizar el mejor lugar donde ubicarlo, pero la orografía de la isla no ofrece muchos lugares aceptables para esta función. Finalmente, se escoge una zona costera denominada el "Llano de los Cangrejos", situada en noreste de la isla y cercana a la capital, Valverde.
Las obras para construir las instalaciones comenzaron a finales de 1968, con la construcción de una pista (16-34), una terminal para pasajeros y una plataforma para aeronaves. Para la construcción del centro de emisores, hubo que esperar hasta 1972, y una vez finalizadas todas las obras se inaugura el aeropuerto el 11 de diciembre de ese mismo año, dedicándose al tráfico aéreo civil nacional de pasajeros, y quedó clasificado como un aeropuerto de tercera categoría. El avión que oficialmente inauguró el aeropuerto fue un DC-3 militar, en el que iba el ministro Julio Salvador y Díaz-Benjumea, aunque unos días antes, una avioneta Dornier Do-27 del ejército del aire había tomado tierra también en la isla. La autorización del tráfico de mercancías produjo el 17 de enero de 1973.
La primera conexión aérea regular fue abierta por Iberia, comenzando con las operaciones el 19 de diciembre de 1972, con un avión Fokker F-27 que hacía la ruta desde Tenerife Norte (Aeropuerto de Los Rodeos) hasta el Hierro, tripulado por el comandante tinerfeño Vicente Ramos Hernández; Entre 1989 y 1990 se construye una nueva torre de control en el lado oeste de la pista de aterrizaje, procediendo a la demolición de la antigua, al mismo tiempo que se procedía con las obras de renovación de la terminal de pasajeros.
En julio de 1992, la ruta Tenerife Norte-El Hierro pasa a ser gestionada por la compañía Binter Canarias que emplea aviones ATR-72, por lo que se hace necesario aumentar la longitud de la pista hasta los 1205 metros. Estas obras comenzaron en 1991 y acabaron un año después. Y, finalmente, en 1996 se inició la construcción de una nueva terminal, de unos 3.000 metros cuadrados aproximadamente, un gran cambio en comparación con la antigua (de 600 metros cuadrados), lo que pudo permitir que el tráfico aéreo y el número de pasajeros aumentara a lo largo del tiempo.

## Torre de control
La torre de control del aeropuerto de El Hierro está situada en la parte occidental de la pista. En el lado opuesto a la terminal. En ella desarrollan su trabajo el controlador aéreo y los técnicos de mantenimiento. En el año 2008, el aeropuerto de El Hierro inició los trabajos para renovar la torre de control y modernizar sus instalaciones.

## Servicios para aviones
- Aeropuerto de categoría 2-C (OACI), Aeropuerto de tercera categoría.
- Sistemas de instrumentación de aterrizaje: VFR con PAPI en ambas cabeceras.
- Servicios de extinción de incendios: Dotado de vehículos de intervención y equipos de emergencia.

## Servicios a los pasajeros
- Punto de información:
  - Información del aeropuerto
  - Información turística
- Zona Bus y Taxi
- Cafetería
- Aparcamiento gratuito
- Objetos perdidos
- Parque infantil
- Tienda del aeropuerto
- Alquiler de coches
- Zona VIP
- Servicios adaptados para personas con movilidad reducida y bebés
- Oficinas de aerolíneas
- Sala de espera

## Aerolíneas y destinos
| Ciudades     | Nombre del aeropuerto                            | Aerolíneas                | Aeronaves             | Frecuencias semanales |        |
| España       | España                                           | España                    | España                | España                | España |
| ------------ | ------------------------------------------------ | ------------------------- | --------------------- | --------------------- | ------ |
| Gran Canaria | Aeropuerto de Gran Canaria                       | Binter Canarias CanaryFly | ATR 72-600 ATR 72-500 |                       |        |
| Tenerife     | Aeropuerto de Tenerife Norte-Ciudad de La Laguna | Binter Canarias CanaryFly | ATR 72-600 ATR 72-500 |                       |        |

## Clima
Climograma del aeropuerto de El Hierro: clima desértico ("BWh)".
| Parámetros climáticos promedio de Aeropuerto de El Hierro (Valverde) | Parámetros climáticos promedio de Aeropuerto de El Hierro (Valverde) | Parámetros climáticos promedio de Aeropuerto de El Hierro (Valverde) | Parámetros climáticos promedio de Aeropuerto de El Hierro (Valverde) | Parámetros climáticos promedio de Aeropuerto de El Hierro (Valverde) | Parámetros climáticos promedio de Aeropuerto de El Hierro (Valverde) | Parámetros climáticos promedio de Aeropuerto de El Hierro (Valverde) | Parámetros climáticos promedio de Aeropuerto de El Hierro (Valverde) | Parámetros climáticos promedio de Aeropuerto de El Hierro (Valverde) | Parámetros climáticos promedio de Aeropuerto de El Hierro (Valverde) | Parámetros climáticos promedio de Aeropuerto de El Hierro (Valverde) | Parámetros climáticos promedio de Aeropuerto de El Hierro (Valverde) | Parámetros climáticos promedio de Aeropuerto de El Hierro (Valverde) | Parámetros climáticos promedio de Aeropuerto de El Hierro (Valverde) |
| Mes                                                                  | Ene.                                                                 | Feb.                                                                 | Mar.                                                                 | Abr.                                                                 | May.                                                                 | Jun.                                                                 | Jul.                                                                 | Ago.                                                                 | Sep.                                                                 | Oct.                                                                 | Nov.                                                                 | Dic.                                                                 | Anual                                                                |
| -------------------------------------------------------------------- | -------------------------------------------------------------------- | -------------------------------------------------------------------- | -------------------------------------------------------------------- | -------------------------------------------------------------------- | -------------------------------------------------------------------- | -------------------------------------------------------------------- | -------------------------------------------------------------------- | -------------------------------------------------------------------- | -------------------------------------------------------------------- | -------------------------------------------------------------------- | -------------------------------------------------------------------- | -------------------------------------------------------------------- | -------------------------------------------------------------------- |
| Temp. máx. abs. (°C)                                                 | 27.5                                                                 | 29.4                                                                 | 32.6                                                                 | 33.2                                                                 | 31.4                                                                 | 32.0                                                                 | 32.4                                                                 | 33.8                                                                 | 33.3                                                                 | 34.2                                                                 | 32.4                                                                 | 28.3                                                                 | 34.2                                                                 |
| Temp. máx. media (°C)                                                | 20.9                                                                 | 20.8                                                                 | 21.4                                                                 | 21.6                                                                 | 22.6                                                                 | 24.0                                                                 | 25.0                                                                 | 26.1                                                                 | 26.5                                                                 | 25.6                                                                 | 23.7                                                                 | 22.2                                                                 | 23.3                                                                 |
| Temp. media (°C)                                                     | 18.8                                                                 | 18.6                                                                 | 19.0                                                                 | 19.3                                                                 | 20.3                                                                 | 21.7                                                                 | 22.8                                                                 | 23.7                                                                 | 24.1                                                                 | 23.3                                                                 | 21.6                                                                 | 20.0                                                                 | 21.1                                                                 |
| Temp. mín. media (°C)                                                | 16.6                                                                 | 16.4                                                                 | 16.7                                                                 | 17.0                                                                 | 17.9                                                                 | 19.3                                                                 | 20.5                                                                 | 21.3                                                                 | 21.7                                                                 | 20.9                                                                 | 19.5                                                                 | 17.8                                                                 | 18.7                                                                 |
| Temp. mín. abs. (°C)                                                 | 8.0                                                                  | 9.0                                                                  | 9.2                                                                  | 10.0                                                                 | 10.0                                                                 | 10.0                                                                 | 14.0                                                                 | 14.2                                                                 | 15.2                                                                 | 11.0                                                                 | 12.0                                                                 | 9.6                                                                  | 8.0                                                                  |
| Precipitación total (mm)                                             | 28                                                                   | 29                                                                   | 20                                                                   | 14                                                                   | 2                                                                    | 1                                                                    | 0                                                                    | 0                                                                    | 2                                                                    | 12                                                                   | 26                                                                   | 33                                                                   | 170                                                                  |
| Días de precipitaciones (≥ 1.0 mm)                                   | 3                                                                    | 2                                                                    | 3                                                                    | 1                                                                    | 0                                                                    | 0                                                                    | 0                                                                    | 0                                                                    | 0                                                                    | 2                                                                    | 2                                                                    | 4                                                                    | 19                                                                   |
| Horas de sol                                                         | 140                                                                  | 158                                                                  | 184                                                                  | 197                                                                  | 233                                                                  | 229                                                                  | 210                                                                  | 234                                                                  | 210                                                                  | 189                                                                  | 157                                                                  | 143                                                                  | 2339                                                                 |
| Humedad relativa (%)                                                 | 74                                                                   | 76                                                                   | 74                                                                   | 74                                                                   | 74                                                                   | 75                                                                   | 77                                                                   | 78                                                                   | 77                                                                   | 76                                                                   | 74                                                                   | 74                                                                   | 75                                                                   |
| Fuente n.º 1: Agencia Estatal de Meteorología (normales 1971-2010)   |                                                                      |                                                                      |                                                                      |                                                                      |                                                                      |                                                                      |                                                                      |                                                                      |                                                                      |                                                                      |                                                                      |                                                                      |                                                                      |
| Fuente n.º 2: Agencia Estatal de Meteorología (extremos 1973-2013)   |                                                                      |                                                                      |                                                                      |                                                                      |                                                                      |                                                                      |                                                                      |                                                                      |                                                                      |                                                                      |                                                                      |                                                                      |                                                                      |